# Катастрофа L-188 в Рино
Катастрофа L-188 в Рино — крупная авиационная катастрофа, произошедшая в ночь на понедельник 21 января 1985 года на южной окраине города Рино (штат Невада). Авиалайнер Lockheed L-188A Electra компании Galaxy Airlines выполнял пассажирский рейс GX203 в Миннеаполис (штат Миннесота), но сразу после взлёта экипаж доложил о возврате в аэропорт. Затем авиалайнер врезался в землю в паре миль от аэропорта и разрушился, в результате чего погибли 70 человек.

## Самолёт

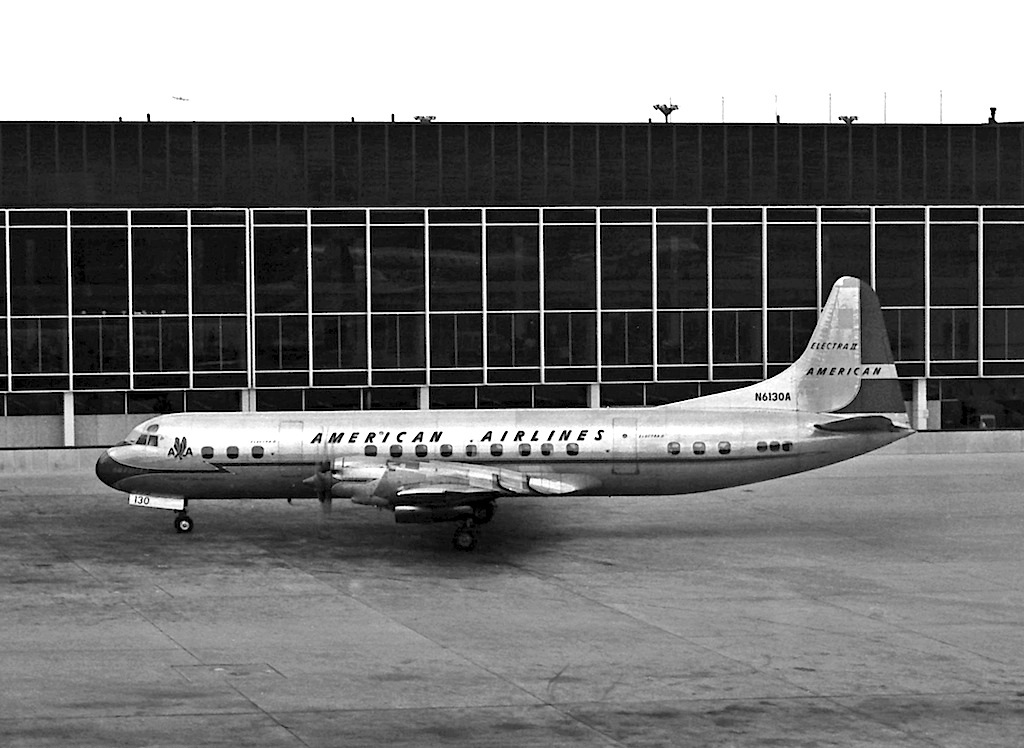
Разбившийся самолёт в 1962 году в период работы в American Airlines

Lockheed L-188A Electra с заводским номером 1121 был выпущен в начале 1960 года, то есть это был уже достаточно старый самолёт. По завершении постройки ему присвоили регистрационный номер N6130A и передали заказчику — американской авиакомпании American Airlines, в которую он поступил 12 февраля и по некоторым данным также получил имя «Flagship San Francisco». 23 апреля 1969 года борт N6130A был куплен компанией McCulloch Properties Inc, которая в свою очередь 10 мая 1972 года была преобразована в McCulloch International Airlines Inc (в связи с поглощением Vance International Airways). В период с 30 сентября по 21 октября 1975 года авиалайнер кратковременно эксплуатировался в FGH Financial Corporation, после чего вернулся в McCulloch International, но уже 29 октября, то есть спустя всего 8 дней, самолёт был куплен американской авиакомпанией Pacific Southwest Airlines (PSA).
В PSA борт N6130A проработал четыре с половиной года и за этот период был модифицирован. В частности, в районе заднего грузового отделения добавили 1100 фунтов (500 кг) свинцового балласта, а планировка салона была изменена с целью увеличения пассажировместимости. Впоследствии в 1981 году были проведены взвешивания самолёта, которые показали, что центровка в результате такой модификации практически не изменилась. Но когда 1983 году были проведены повторные взвешивания, то было установлено, что центровка пустого лайнера изменилась с 14,7 до 25,5 % САХ.
15 марта 1979 года борт N6130A был куплен американской компанией Aircraft Sales Company, которая в тот же день сдала его в лизинг американской грузовой авиакомпании Evergreen International Airlines. Спустя полгода продолжавший эксплуатироваться в Evergreen авиалайнер был перерегистрирован, в результате чего бортовой номер сменился с N6130A на N5532. 23 апреля 1981 года самолёт вернулся к Aircraft Sales Company. По некоторым данным, в 1982 году его взяла в лизинг американская компания Consolidated Components, Inc., которая 31 мая (по другим данным — в августе) 1983 года была преобразована в Galaxy Airlines, в которой выполнял только пассажирские перевозки. Позже в сентябре 1984 года авиакомпания взяла в лизинг ещё две «Электры» (борта N854U и N861U) уже только для грузовых перевозок. Таким образом, в парке авиакомпании к началу событий эксплуатировались три самолёта типа Lockheed L-188 Electra.
Общая наработка борта N5532 на момент происшествия составляла 34 148,9 лётных часов и 33 285 циклов «взлёт — посадка». Каждая из его четырёх силовых установок состояла из турбовинтового двигателя Allison 501D13, оснащённого воздушным винтом Aero Products A6441FN-606.

## Экипаж
Лётный экипаж (в кабине) состоял из двух пилотов и одного бортинженера:
- Командир воздушного судна (КВС) — 49-летний Аллен Дэн Хисли (англ. Allen Dean Heasley). Родился 11 января 1936 года. Бывший военный лётчик, отслуживший 14 лет в военно-морской авиации. С августа 1981 года по декабрь 1983 года на временной основе работал в авиакомпании Consolidated Components — предшественнице Galaxy; непосредственно в Galaxy с августа 1983 года. Имел квалификацию пилота многомоторных самолётов типов Lockheed L-188 Electra, Learjet, Douglas DC-3 и NA-265, а также одномоторных самолётов. В связи с дальнозоркостью пользовался очками. Общий лётный стаж составлял 14 500 часов, в том числе 5600 часов на Lockheed L-188 Electra. За последние 90, 30 дней и 24 часа до происшествия налетал 123,1, 55,3 и 3,1 часа соответственно. Женат, две дочери.
- Второй пилот — 27-летний Кевин Чарльз Филдса (англ. Kevin Charles Fieldsa). Родился 14 мая 1957 года. В авиакомпании Galaxy с 1 июня 1984 года, а 30 сентября 1984 года получил квалификацию пилота Lockheed L-188 Electra. Имел также сертификат пилота одно- и многомоторных самолётов, который был получен 11 марта 1981 года и не продлевался, поэтому на момент происшествия данный сертификат был просрочен. Общий лётный стаж составлял 5000 часов, в том числе 172 часа на Lockheed L-188 Electra. За последние 90, 30 дней и 24 часа до происшествия налетал 112,5, 44,4 и 3,1 часа соответственно.
- Бортинженер — 33-летний Марк Чарльз Фрилс (англ. Mark Charles Freels). Родился 12 апреля 1951 года. Примечательно, что Фрилс впервые познакомился с командиром Хисли ещё в 13 лет и вслед за ним пришёл в Galaxy. 30 сентября 1983 года получил квалификацию авиатехника, а 27 июля 1984 года — бортинженера турбовинтовых самолётов. Лётный стаж составлял 262,3 часа, все на типе Lockheed L-188 Electra. За последние 90, 30 дней и 24 часа до происшествия налетал 193,3, 65,4 и 3,1 часа соответственно. В разводе, детей нет.

В салоне работали три стюардессы:
- Хитер Костон (англ. Heather Coston), 23 года. В авиакомпании Galaxy с 19 сентября 1983 года.
- Донна Кутилло (англ. Donna Cutillo), 25 лет. В авиакомпании Galaxy с 24 февраля 1984 года.
- Шейла Моралес (англ. Sheila Morales), 28 лет. В авиакомпании Galaxy с 22 декабря 1984 года. В злополучном рейсе фактически находилась в резерве, не при исполнении служебных обязанностей.

## Хронология событий

### Полёт до Рино
В воскресенье 20 января в офис авиакомпании в Сиэтле в 16:10 поступил лётный план для борта N5532, которому предстояло выполнить четыре чартерных рейса GX-201 — GX-204 (позывные: «Galaxy 201» — «Galaxy 204») по суммарному маршруту Сиэтл — Окленд — Рино — Миннеаполис — Сиэтл. Согласно предоставленному плану, вылет из Сиэтла должен был быть в 15:30, но ранее по телефону основной составитель лётных планов предупредил, что вылет откладывается примерно до 20:00. Экипаж заступил на работу в 18:15, после чего час—полтора провёл в комнате экипажа авиакомпании Pacific Southwest Airlines (PSA), где смотрел телевизор.
В 20:00 с 77 пассажирами борт N5532 прибыл в Сиэтл из Лас-Вегаса (штат Невада). Наземный персонал авиакомпании PSA видел, как бортинженер проверял вручную уровень топлива, но остальные члены экипажа осмотр самолёта не проводили. В 20:19 авиалайнер вылетел из Сиэтла в Окленд, при этом уже после взлёта экипаж передал на землю благодарность за столь быстрый оборот (19 минут). В 22:25 рейс 201 приземлился в Окленде. Здесь на борт сели 65 пассажиров, которые возвращались после одной из игр чемпионата за звание Супербоул. Позже в Рино командир рассказал представителю авиакомпании, что даже на и так уже опаздывающий рейс многие пассажиры умудрились опоздать, из-за чего их пришлось ждать, что несколько расстроило членов экипажа.
Один из пассажиров вспоминал, как зашёл в кабину пилотов и примерно 20 минут болтал с командиром. Пассажир обратил внимание, что кабина выглядела «поношенной», но командир ответил, что несмотря на свой большой возраст авиалайнер имеет относительно небольшую наработку. Также было отмечено, что команда спешила с вылетом, как объяснил командир, после Рино им предстоял полёт в Миннеаполис, а затем вернуться в Сиэтл, где рассчитывают выполнить посадку в 7 часов утра уже 21 января. Сами пилоты выглядели отдохнувшими. Когда следователи спросили пассажира, замечал ли он что-либо необычное во время полёта в Рино, то ответил, что нет и даже не заметил момента посадки, так как спал. После посадки в Рино рейс 202 встал на перроне с западной стороны полосы R16 ближе к её концу.

### Обслуживание в Рино
Подготовка самолёта к выполнению рейса 203 (Рино — Миннеаполис) выполнялась группой авиатехников аэропорта в составе 7 человек, а также представителем авиакомпании, который следил за ходом работ по обслуживанию лайнера и посадкой пассажиров. Обслуживание самолёта в Рино включало в себя разгрузку-погрузку багажа, установку-снятие тормозных колодок под колёсами, уборку салона и туалета, пополнение запасов питьевой воды, доставка пассажиров от самолёта к аэровокзалу и обратно, подключение к аэродромному питанию. Заправка топливом выполнялась с помощью автозаправщика, который стоял метрах в трёх справа от фюзеляжа и в полутора метрах за задней кромкой крыла. Руководил заправкой бортинженер, который с помощью индикаторов «на глаз» определял объём топлива в каждом баке отдельно, а всего на борт залили 2357 галлонов авиакеросина для реактивных двигателей. После завершения этой процедуры водитель автозаправщика отсоединил шланг и убрал его на автомобиль вместе с кабелями заземления, когда увидел, что бортинженер сам закрыл лючок над местом общей заправки лайнера, поэтому спокойно сел в автомобиль и направился к следующей позиции.
Когда к самолёту прибыли автобусы с пассажирами, то выяснилось, что прибывшие из Окленда пассажиры ещё на борту, поэтому автобусы направились к аэровокзалу, где высадили вылетающих пассажиров, после чего вернулись к лайнеру и забрали прибывших пассажиров, а затем вновь доставили к нему вылетающих пассажиров. Всего в салоне разместились 65 пассажиров, которые возвращались после отдыха на озере Тахо. Также на борт погрузили 67 единиц багажа, которые, по указанию бортинженера, разместили в заднем грузовом отсеке. Взвешивание багажа не производилось. После завершения погрузки рабочие аэропорта закрыли заднюю грузовую дверь, после чего увидели, как бортинженер закрыл переднюю грузовую дверь.
Установленные в авиакомпании Galaxy правила требовали, чтобы на каждой остановке экипажи оставляли в аэропорту копию документов о загрузке и центровке самолёта. Но в Рино экипаж этого не сделал, а потому данные по загрузке рейса 203 так и не поступили в главный офис авиакомпании. Позже в ходе расследования следователи расспросили выжившего пассажира о его воспоминаниях о салоне самолёта, благодаря чему было определено примерное распределение пассажиров. На основании этого примерная центровка самолёта была определена как 32,8 % САХ при максимально допустимой задней 32 % САХ. Был проведён перерасчёт для ситуации, если бы все пассажиры находились на местах в начале салона; в этом случае центровка была уже определена как 30,88 %. Вес лайнера был примерно на уровне 100 345 фунтов (45 516 кг), при максимальном допустимом 116 000 фунтов (53 000 кг), то есть в пределах установленного.
В 00:21 ещё выполнялась погрузка и обслуживание борта N5532, когда экипаж связался с диспетчером взлёта и посадки аэропорта Рино, запросив вылет в Миннеаполис в 33 минуты (00:33), а также сообщив об ознакомлении с информацией АТИС. На это диспетчер передал: Гэлакси два и три, разрешение от Рино. Разрешается [полёт] в Миннеаполис, аэропорт Сент-Пол, по схеме «Рино Семь Выход» (стандартная схема выхода для самолётов, взлетавших с полос «16 левая» и «16 правая» при полётах по приборам) и далее по плану. Высота один три тысяч [13 000 футов (4000 м)], ожидайте один девять ноль пять минут после выхода. Частота один один девять точка два [119.2 кГц]. Ответчик три три ноль четыре. Согласно полученному ещё в Сиэтле плану полёта, рейс 203 после вылета из Рино должен был направляться сперва по воздушному коридору 32, а затем по коридору 70 до Миннеаполиса. Полёт должен был проходить на эшелоне 190 (высота 19 000 футов (5800 м)) с воздушной скоростью 320 узлов. Расчётная продолжительность составляла 4 часа при запасе топлива на 6 часов, запасным аэропортом был определён Дулут.

### Запуск двигателей
Для запуска двигателей к лайнеру подогнали тележку с необходимым оборудованием, которая заняла место, где до этого стоял автозаправщик. Запуском двигателей на земле руководил старший группы обслуживания Джон Истер (англ. John Easter), который подсоединил к самолёту гарнитуру, чтобы вести разговоры с экипажем рейса 203. Но на сей раз связаться с экипажем никак не получалось, поэтому Истер использовал стандартные ручные сигналы. В ответ самолёт несколько раз моргнул рулёжной фарой, то есть экипаж подтвердил, что будет руководствоваться этими сигналами. В самой кабине, судя по записям речевого самописца, в 00:55:51 командир спросил у второго пилота «Как докладывать о выполнении взлёта?», на что тот ответил «Покинули зону Рино Семь Выход по плану». Далее командир задал ещё несколько вопросов по выполнению взлёта, после чего бортинженер начал зачитывать контрольную карту перед запуском двигателей. Но командир не отвечал на вопросы, 10 пунктов были пропущены, а 6 зачитаны неправильно. Также не были зачитаны 14 пунктов по промежуточным этапам. Не был выполнен и предполётный инструктаж. Как пояснили в авиакомпании, сам командир имел характеристику дисциплинированного и пунктуального пилота, а такие действия могли быть вызваны тем, что экипаж спешил с вылетом и находился во взвинченном состоянии. Представитель авиакомпании в Рино также добавил, что командир был рассержен отставанием от расписания, хотя и чуть успокоился, когда узнал, что график пересмотрели.
Руководитель наземного персонала дал сигнал экипажу, после чего были запущены двигатели № 1 и 4 (крайние левый и правый соответственно), но тут он вдруг увидел, что другая бригада не успела отсоединить шланг пневматического запуска, который теперь был туго натянут. Тогда экипажу был дан сигнал на аварийную остановку двигателей, после чего руководитель группы наземного персонала отсоединил шланг, а затем вернулся на исходную позицию. После отсоединения шланга требовалось также и закрыть дверцу, которая прикрывает разъём пневматического запуска. Эта дверца размерами 8½×11 дюймов (21½×28 см) расположена на правой плоскости крыла внизу у корневой части. Руководитель запуска был уверен, что закрыл её, хотя и не мог вспомнить подробности. Однако другой работник из наземного персонала, который занимался платформой с оборудованием для пневматического пуска, сказал, что не видел эту дверцу закрытой, или чтобы её кто-нибудь закрыл, но не стал об этом никому сообщать, вместо этого сел в трактор и оттащил от лайнера платформу.
В 00:58:42 командир дал команду на выпуск закрылков, что второй пилот подтвердил перед запуском четвёртого двигателя. В авиакомпании это была такая политика, когда командир мог сам решать, когда выпускать закрылки, в том числе и перед началом руления. Хотя наземный персонал не мог вспомнить, чтобы закрылки выпускались во время запуска двигателя, либо перед началом руления.

### Взлёт
Примерно в 00:59 второй пилот запросил инструкцию по выполнению руления к началу взлёта, на что диспетчер взлёта и посадки («Рино-башня») дал разрешение на следование к полосе «16 правая» (16R). Припаркованный изначально в западном направлении авиалайнер с двумя рабочими двигателями (№ 1 и 4) сперва выполнил левый поворот и проехав немного на юг повернул ещё раз влево и направился по рулёжным дорожкам на восток, после чего, выполнив очередной левый поворот, встал у начала полосы 16R. В 01:00:34 командир сказал о начале подготовки к взлёту, после чего в 01:00:45 велел второму пилоту выпустить закрылки до взлётного положения (39 % или 10°), что тот подтвердил. Далее в 01:01:27 командир дал указание второму пилоту запросить у диспетчера разрешение на взлёт, а также начать зачитывание контрольной карты перед взлётом. В 01:01:32 второй пилот связался с диспетчером взлёта и посадки, запросив у него разрешение на взлёт, на что в 01:01:36 диспетчер разрешил взлёт с полосы «16 правая».
В 01:02:44 режим двигателей был увеличен до взлётного, после чего борт N5532 начал разбег. Затем в 01:03:19 вдруг появился звук, похожий на звяканье или вибрацию, на что командир в 01:03:23 сказал «My yoke». Одновременно с началом странного звука (01:03:19) второй пилот крикнул «V1» (скорость принятия решения), как на заднем плане раздался звук, похожий на «Цзинь», после чего в 01:03:23, то есть практически с восклицанием командира, второй пилот крикнул «V2» (безопасная скорость взлёта), как на заднем плане раздалось ещё одно «Цзинь». В 01:03:26 командир велел второму пилоту убрать шасси, а через три секунды спросил у бортинженера «Что это, Марк?», на что последний ответил «Я не знаю. Я не знаю, Эл». Представитель авиакомпании наблюдал за взлётом и согласно его показаниям авиалайнер оторвался от полосы чуть раньше, чем обычно, но это было нормальным при относительно небольшой загрузке и в условиях холодного воздуха. После этого представитель авиакомпании направился в свой офис. Диспетчер также наблюдал за взлётом борта N5532 и сказал, что пробег по полосе составил примерно 4000 футов (1200 м), прежде чем лайнер оторвался от земли, а торец полосы был пройден на высоте 200—250 футов (61—76 м).

### Катастрофа
Самолёт сильно завибрировал, что почувствовали и пассажиры. К тому же все на борту, а также свидетели близ места происшествия слышали странные щелчки или металлический звон, который доносился с правой стороны лайнера. В 01:03:37 бортинженер сказал, что эта вибрация, возможно, из-за превышения режима двигателей, на что в 01:03:40 командир велел ему снизить режим двигателей, а в 01:03:43 велел уже второму пилоту запросить у диспетчера разрешение на левый поворот по ветру для возврата в аэропорт. В 01:03:45 второй пилот начал запрашивать у диспетчера разрешение на поворот, а в 01:03:50 бортинженер сказал командиру, что показания давления и мощности двигателей выглядят стабильными. В 01:03:55 командир велел второму пилоту «Скажи им [диспетчерам], что у нас сильная вибрация», что было выполнено в 01:03:58, а в 01:04:00 диспетчер разрешил совершить правый разворот и выполнить визуальный заход на полосу «16 правая». Согласно показаниям диспетчера, самолёт в это время только прошёл торец полосы, находясь на высоте не более 250 футов (76 м). После этого диспетчер отвернулся, чтобы сделать необходимые записи.
Дав разрешение на возврат в аэропорт, диспетчер взлёта и посадки также спросил, надо ли включать оборудование посадки, на что командир сказал «Да», а следом второй пилот передал на землю «Подтверждаю». Диспетчер спросил, сколько на борту людей и топлива, на что с рейса доложили: Шестьдесят восемь и у нас полные баки. Самолёт в это время уже выполнял правый разворот. Затем в 01:04:13 раздался сигнал системы предупреждения об опасном сближении с землёй, а в 01:04:18 и ещё раз в 01:04:21 второй пилот сказал «Сто узлов». В 01:04:24 командир крикнул перевести двигатели на максимальный режим, но в 01:04:30 летящий со скоростью 105—106 узлов «Локхид Электра» своей правой плоскостью врезался в землю. Диспетчер в этот момент как раз перевёл взгляд на возвращавшийся самолёт, однако увидел вместо него только огромный огненный шар.

### Спасательные работы
В 01:05 был дан сигнал тревоги, при этом аварийные службы были предупреждены, что на борту находился 71 пассажир и 2300 галлонов топлива. Представитель авиакомпании Galaxy в это время уже возвращался домой и увидел мчавшуюся в аэропорт машину скорой помощи, но тогда он ещё не знал о случившейся трагедии. В 01:13 к месту падения прибыли первые пожарные машины, а в 01:30 пожар был взят под контроль. При этом пожарные не наблюдали в огне ни одного выжившего, но затем спасательные службы обнаружили трёх выживших пассажиров. Однако 29 января (8 дней после происшествия) один из пассажиров умер из-за обширных травм головы, а 4 февраля (14 дней после происшествия) умер ещё один пассажир. Выжил только 17-летний Джордж Ламсон (англ. George Lamson), сидевший на месте 6B, который летел со своим отцом (место 6A), причём его отец был одним из тех двоих, кто выжил при ударе, но позже умер от травм. Со слов выжившего парня, ранее он смотрел уже фильмы об авиакатастрофах, но даже не думал, что показанная в них поза может спасти жизнь при боковом ударе. Когда авиалайнер врезался в землю, ремень безопасности лопнул, после чего пассажира выбросило вперёд по ходу движения и он упал на шоссе на расстоянии 40 футов (12 м) от самолёта.
Катастрофа произошла в точке с координатами 39°27′55″ с. ш. 119°46′56″ з. д., в ней погибли 70 человек: 64 пассажира и все 6 членов экипажа.

## Расследование
По результатам изучения материалов комиссия пришла к мнению, что экипаж имел необходимую для выполнения полёта подготовку. Погодные условия во время происшествия были хорошими и не могли создать аварийную ситуацию. Фактически при взлёте возникла сильная вибрация лайнера, поэтому экипаж принял решение вернуться в аэропорт. Но при развороте на крыле возникло резкое падение подъёмной силы, после чего авиалайнер потерял высоту и врезался в землю.

### Источник вибрации
Когда при взлёте возникла вибрация, командир спросил второго пилота «Что это…?», на что тот ответил «Я не знаю…», после чего командир уменьшил режим двигателей, так как решил, что вибрация связана с двигателями или воздушными винтами. Но экспертиза силовых установок показала, что двигатели с воздушными винтами работали исправно на момент удара и не могли быть источником вибрации. Проверка шасси, закрылков и органов управления показала, что и они были ни при чём.
Тогда следователи обратили внимание на показания техперсонала, обслуживающего самолёт перед роковым вылетом. Некоторые работники сообщили, что дверца над отверстием для подключения шлангов пневматического запуска, что расположена у корневой части правой плоскости, словно не была закрыта. Эта дверца должна была фиксироваться в закрытом положении с помощью двух защёлок. Но одна из защёлок была найдена в открытом положении, а вторую защёлку не удалось восстановить. То есть дверца могла открыться во время взлёта, сыграв тем самым роль интерцептора (аэродинамического тормоза). Эксперты опросили лётные экипажи самолётов «Локхид Электра» и выяснили, что такие случаи, оказывается, уже случались за время эксплуатации данного типа самолёта. При этом в случае открывания этой дверцы возникала сильная вибрация, как позже отметил один из пилотов «словно самолёт начал разваливаться». Версия, что, играя роль тормоза, открытая дверца могла привести к усложнению пилотирования, не подтвердилась при испытаниях, а также показаниями экипажей. Таким образом, несмотря на сильную вибрацию, экипаж рейса 203 мог нормально управлять лайнером.

### Человеческий фактор
Командир экипажа характеризовался коллегами, как профессионал своего дела. Но прослушивание записи речевого самописца показало, что чтение контрольных списков выполнялось с нарушениями, в том числе многие пункты, включая обязательные на промежуточных этапах, и вовсе пропускались. Также после взлёта пилоты словно перестали следить за приборами, не контролируя высоту и скорость. Нарушения были выявлены и в других действиях, как в случае с погрузкой багажа, относительно которого бортинженер сказал грузчикам размещать его весь в заднем грузовом отделении. На такие нарушения могло повлиять то обстоятельство, что рейс отставал от расписания на несколько часов, из-за чего экипаж находился во «взвинченном» состоянии, то есть был сильно раздражён и старался выбрать отставание. Но помимо указанного выше, в спешке экипаж не выполнил расчёты по загрузке, а потому не определил центровку лайнера, которая оказалась за задним пределом.
После взлёта, когда возникла сильная вибрация, нагрузка на командира только увеличилась, ведь помимо пилотирования лайнера требовалось ещё и определить источник вибрации, а потому и наблюдение за показаниями приборов было нарушено. Снижение мощности двигателей лишь уменьшило вибрацию, но не устранило её. Однако находящийся в состоянии стресса командир забыл дать команду на повторное увеличение мощности, пока не стало слишком поздно.
Второй пилот в сложившейся ситуации был больше озабочен переговорами с землёй и практически также не следил за приборами. Возможно, что здесь свою роль сыграла и почти двукратная разница в возрасте между пилотами, в результате чего молодой второй пилот не вмешивался в действия командира. Перестав следить за приборами, пилоты не заметили, как скорость упала ниже критического значения, после чего на крыле возник срыв потока с потерей подъёмной силы.

## Причины катастрофы
1. Экипаж имел необходимые сертификаты и квалификацию для выполнения полёта.
2. Самолёт не обслуживался в соответствии с действующими правилами Федерального управления гражданской авиации и положениями авиакомпании, но это не стало одним из факторов происшествия.
3. Все четыре силовые установки работали на выставленном экипажем режиме и без отклонений от нормы.
4. Не было найдено никаких доказательств, что перед катастрофой имело место разрушение конструкции, либо отказ систем управления.
5. Принятый в авиакомпании Galaxy нормальный контрольный список работы оборудования не включал в себя проверку параметрического бортового самописца, из-за чего авиалайнер налетал 117 часов с нерабочим бортовым самописцем.
6. Экипаж не заполнил документы о подготовке к полёту, как это требовали правила авиакомпании.
7. Экипаж не выполнил в полном объёме контрольную карту перед вылетом. Многие пункты были либо не выполнены, либо зачитаны с ошибками.
8. Определение веса и центровки самолёта выполнялись без контроля со стороны представителя авиакомпании.
9. Возможно, что центровка самолёта выходила за задний предел, но это мало повлияло на управление.
10. Наземный персонал не смог как следует закрыть дверцу над отверстием для пневматического запуска двигателей, прежде чем рейс 203 отъехал от перрона.
11. Ответственность за надлежащую квалификацию обслуживающего персонала лежит на операторе.
12. Федеральное управление гражданской авиации не выдавало отдельный сертификат на разные модификации дверок пневматического запуска на самолётах типа «Локхид Электра», притом, что эти модификации выполнялись самими операторами. Также не было отдельного сертификата на проведение данных модификаций.
13. На возникшую вибрацию самолёта командир отреагировал снижением режима двигателей. так как посчитал, что дело в двигателях, либо воздушных винтах.
14. Авиадиспетчер на запрос экипажа о возврате в аэропорт, действуя в соответствии с установленными правилами, запросил данные о числе людей на борту и запасе топлива.
15. Второй пилот работал неэффективно, ведя переговоры с диспетчером, но не контролируя по приборам скорость и высоту полёта, пока не стало слишком поздно, а затем самолёт перешёл в сваливание.
16. Командир пытался определить источник вибрации и одновременно пилотировать самолёт, что оказалось выше человеческих возможностей.
17. В авиакомпании не проводили формальное обучение по взаимодействию внутри лётного экипажа.
18. Из-за сильной вибрации самолёта пилоты могли не заметить работы «трясуна» штурвала, предупреждающего о критически низкой скорости и опасности сваливания.
19. В результате удара самолёта о землю почти все на борту погибли.
20. Авиакомпания Galaxy Airlines имела необходимые сертификаты, для эксплуатации дополнительного самолёта
21. Федеральное управление гражданской авиации США не выполняла надлежащий контроль и наблюдение за авиакомпанией Galaxy, но это не стало одним из факторов происшествия.

4 февраля 1986 года Национальный совет по безопасности на транспорте (NTSB) выпустил итоговый отчёт AAR-86-01, в котором пришёл к заключению, что катастрофа произошла из-за ошибки командира экипажа в технике пилотирования в условиях, когда второй пилот не контролировал по приборам скорость и высоту полёта. Нарушения в действиях экипажа создала сильная вибрация, которая неожиданно возникла при взлёте, тем самым вынудив принять решение о возврате в аэропорт. Сама вибрация была вызвана нарушениями в работе технического персонала аэропорта, который не закрыл как следует дверцу пневматического запуска двигателей, в результате чего последняя при взлёте открылась от воздействия набегающего потока воздуха, а затем стала действовать как аэродинамический тормоз, создавая вибрацию.

## Культурные аспекты
Катастрофа рейса 203 упоминается в документальном фильме 2013 года Единственные выжившие (англ. Sole Survivor) производства CNN.

### Комментарии
1. ↑  Здесь и далее по умолчанию указано Тихоокеанское время (PST).